# Torpeda Mark VII (brytyjska)
Torpeda Mark VII – brytyjska torpeda ciężka kalibru 533 mm przeznaczona dla okrętów nawodnych floty, wyposażona w zmodyfikowany napęd z gwiazdowym silnikiem czterocylindrowym, w którym sprężone powietrze wzbogacone było do zawartości 57% tlenu. Torpeda o długości 777 cm została wprowadzona po raz pierwszy do służby w roku 1928 na krążownikach ciężkich typu London. W związku jednak z problemami z korozją zbiorników sprężonego powietrza, do wybuchu II wojny światowej wszystkie torpedy tego typu zostały zmodyfikowane do napędu z wykorzystaniem normalnego sprężonego powietrza.